# Joel Eriksson
Joel Eriksson (Tomelilla, 1998. június 28. –) svéd autóversenyző, két évig a DTM-ben versenyzett a BMW Team RBM csapatával. Az ADAC GT Masters sorozat résztvevője.

## Magánélete
Testvére, Jimmy Eriksson szintén autóversenyző.

## Pályafutása
A 2017-es Formula–3 Európa-bajnokságon az összetett 2. helyen végzett 388 pontot szerezve. 2018-ra a BMW-től távozó Maxime Martin és Tom Blomqvist helyére a tehetséggondozó programjukból szerződtették Erikssont és Philipp Eng-et a Német túraautó-bajnokságba. Első győzelmét, a DTM történetének legelső éjszakai versenyhétvégéje második futamán, a debütáló misanói pályán szerezte.

## Eredményei

### Karrier összefoglaló
| Szezon  | Bajnokság                   | Csapat            | Verseny     | Győzelem    | Pole        | Leggyorsabb kör | Dobogó      | Pont        | Helyezés    |
| ------- | --------------------------- | ----------------- | ----------- | ----------- | ----------- | --------------- | ----------- | ----------- | ----------- |
| 2014    | ADAC Formel Masters         | Lotus             | 24          | 1           | 0           | 0               | 6           | 188         | 5.          |
| 2015    | ADAC Formula–4              | Motopark          | 23          | 7           | 3           | 1               | 10          | 299         | 2.          |
| 2015    | SMP Formula–4-es bajnokság  | Koiranen GP       | 3           | 0           | 0           | 0               | 1           | 30          | 12.         |
| 2016    | Formula–3 Európa-bajnokság  | Motopark          | 30          | 1           | 1           | 2               | 10          | 252         | 5.          |
| 2016    | Masters of Formula–3        | Motopark          | 1           | 1           | 1           | 0               | 1           | —           | 1.          |
| 2016    | Makaói nagydíj              | Motopark          | 1           | 0           | 0           | 0               | 0           | —           | Kiesett     |
| 2017    | Formula–3 Európa-bajnokság  | Motopark          | 30          | 7           | 5           | 4               | 14          | 388         | 2.          |
| 2017    | Makaói nagydíj              | Motopark          | 1           | 0           | 0           | 0               | 0           | —           | Kiesett     |
| 2018    | DTM                         | BMW Team RBM      | 20          | 1           | 0           | 0               | 1           | 72          | 14.         |
| 2018    | International GT Open       | Senkyr Motorsport | 2           | 0           | 0           | 0               | 1           | 20          | 21.         |
| 2018    | Makaói nagydíj              | Motopark          | 1           | 0           | 0           | 0               | 1           | —           | 2.          |
| 2019    | DTM                         | BMW Team RBM      | 17          | 0           | 0           | 0               | 2           | 61          | 11.         |
| 2019    | FIA GT Világkupa            | FIST-Team AAI     | 1           | 0           | 0           | 0               | 0           | —           | 7.          |
| 2019–20 | Ázsiai Le Mans sorozat – GT | FIST-Team AAI     | 1           | 0           | 0           | 0               | 0           | 0           | 18.         |
| 2019–20 | Formula–E                   | Dragon Racing     | Tesztpilóta | Tesztpilóta | Tesztpilóta | Tesztpilóta     | Tesztpilóta | Tesztpilóta | Tesztpilóta |

### Teljes Formula–3 Európa-bajnokság eredménysorozata
(Táblázat értelmezése)

(Félkövér: pole-pozícióból indult; dőlt: leggyorsabb kört futott) 

| Év   | Csapat   | 1       | 2       | 3       | 4       | 5        | 6       | 7        | 8        | 9       | 10       | 11       | 12      | 13       | 14       | 15       | 16       | 17       | 18      | 19       | 20       | 21       | 22       | 23      | 24      | 25      | 26      | 27      | 28      | 29      | 30      | Helyezés | Pont |
| ---- | -------- | ------- | ------- | ------- | ------- | -------- | ------- | -------- | -------- | ------- | -------- | -------- | ------- | -------- | -------- | -------- | -------- | -------- | ------- | -------- | -------- | -------- | -------- | ------- | ------- | ------- | ------- | ------- | ------- | ------- | ------- | -------- | ---- |
| 2016 | Motopark | LEC 1 6 | LEC 2 9 | LEC 3   | HUN 1 3 | HUN 2 Ki | HUN 3 2 | PAU 1 14 | PAU 2 9  | PAU 3 6 | RBR 1 17 | RBR 2 14 | RBR 3 6 | NOR 1 Ki | NOR 2 5  | NOR 3 Ki | ZAN 1 12 | ZAN 2 10 | ZAN 3 7 | SPA 1 14 | SPA 2    | SPA 3 1  | NÜR 1 7  | NÜR 2 3 | NÜR 3 6 | IMO 1 3 | IMO 2   | IMO 3 5 | HOC 1 6 | HOC 2   | HOC 3 2 | 5.       | 252  |
| 2017 | Motopark | SIL 1 4 | SIL 2 1 | SIL 3 2 | MNZ 1 4 | MNZ 2 1  | MNZ 3 4 | PAU 1    | PAU 2 Ki | PAU 3 5 | HUN 1 10 | HUN 2    | HUN 3 1 | NOR 1 4  | NOR 2 10 | NOR 3 7  | SPA 1 9  | SPA 2    | SPA 3 2 | ZAN 1 2  | ZAN 2 12 | ZAN 3 12 | NÜR 1 10 | NÜR 2 9 | NÜR 3 8 | RBR 1 2 | RBR 2 1 | RBR 3 1 | HOC 1   | HOC 2 4 | HOC 3 2 | 2.       | 388  |

### Teljes DTM eredménylistája
(Táblázat értelmezése)

(Félkövér: pole-pozícióból indult; dőlt: leggyorsabb kört futott) 

| Év   | Csapat       | 1        | 2        | 3        | 4        | 5        | 6       | 7       | 8        | 9        | 10        | 11       | 12       | 13       | 14       | 15       | 16       | 17       | 18      | 19       | 20      | Helyezés | Pont |
| ---- | ------------ | -------- | -------- | -------- | -------- | -------- | ------- | ------- | -------- | -------- | --------- | -------- | -------- | -------- | -------- | -------- | -------- | -------- | ------- | -------- | ------- | -------- | ---- |
| 2018 | BMW Team RBM | HOC 1 12 | HOC 2 4  | LAU 1 12 | LAU 2 9  | HUN 1 17 | HUN 1 6 | NOR 1 9 | NOR 2 12 | ZAN 1 9  | ZAN 2 11  | BRH 1 14 | BRH 2 13 | MIS 1 12 | MIS 2 1  | NÜR 1 12 | NÜR 2 6  | SPL 1 15 | SPL 2 5 | HOC 1 15 | HOC 2 9 | 14.      | 72   |
| 2019 | BMW Team RBM | HOC 1 13 | HOC 2 10 | ZOL 1 2  | ZOL 2 10 | MIS 1 Ki | MIS 2 6 | NOR 1 3 | NOR 2 13 | ASS 1 16 | ASS 2 16† | BRH 1 Ni | BRH 2 Ki | LAU 1 8  | LAU 2 13 | NÜR 1 8  | NÜR 2 11 | HOC 1 10 | HOC 2 6 |          |         | 11.      | 61   |

† A versenyt nem fejezte be, de helyezését értékelték, mert a versenytáv több, mint 75%-át teljesítette.